# Filicudi
Filicudi est une île volcanique italienne de la mer Tyrrhénienne. Elle fait partie de l'archipel des îles Éoliennes.
Filicudi appartient, administrativement, à la commune de Lipari. Son nom était en latin Phoenicusa, issu du grec Φοινικοῦσσα: "L'île aux palmiers". On l'appelait aussi, selon Strabon (6,2,11) Φοινικώδης, adjectif synonyme de Φοινικοῦσσα. De là son nom actuel de Filicudi.

## Situation
Filicudi est une petite île volcanique (9,5 km2). 
L'île comporte plusieurs volcans en sommeil dont :
- Fossa delle Felci (774 mètres)
- Montagnola (383 mètres)
- Torrione (278 mètres)

Filicudi comporte deux ports de petite taille :
- Filicudi Porto
- Pecorini a Mare

Ces deux ports sont reliés par une petite route. C'est l'une des deux routes de l'île. L'autre mène à Val di Chiesa, sur les hauteurs.

## Vie sur Filicudi
Deux cents personnes vivent en permanence sur Filicudi. Leurs principales sources de revenus sont la pêche et le tourisme. 
Filicudi comporte deux sites archéologiques intéressants datant de l'âge de bronze. Les fondations d'habitations de deux villages se trouvent en hauteur sur le cap Graziano et en bord de mer (des objets provenant de ces sites sont exposés au musée archéologique éolien de Lipari, à Lipari et dans une section détachée de ce musée ouverte à Filicudi Porto en 2003). Des grottes marines d'une grande beauté sont atteignables en barques. Un musée archéologique sous-marin permet de voir des objets provenant de naufrages.